# 旭道山和泰
旭道山 和泰（きょくどうざん かずやす、1964年10月14日 - ）は、鹿児島県大島郡徳之島町出身（東京都世田谷区三軒茶屋生まれ）で大島部屋に所属した元大相撲力士、元政治家、タレント、実業家。新進党→新党平和→無所属の元衆議院議員（1期）。本名は波田 和泰（はた かずやす）。血液型はO型。実弟は、三役格行司の木村寿之介、元五等呼出の松男（2023年現在でも現役の十両呼出とは別人）。2015年に帝拳ジムよりプロボクサーデビューした波田大和は甥（寿之介の次男）に当たる。

## 来歴

### 誕生〜角界入り
1964年10月14日に東京の三軒茶屋の小児科病院で長男として生まれる。未熟児として生まれ、黄疸・小児喘息が出ていて、交換輸血を3回した。三歳の時に母方の実家である鹿児島県へ転居した。父親は離島の閉鎖的な生活に馴染めず別居をしたことで、長男として3歳年下の弟などの世話をして母親の手助けをしていた。母親からは「泣いては駄目。けど・でも・たら・ればの言い訳はするな。」などと教育された。
小学校4年生の頃、徳之島町立警察署内剣道部に所属し、島大会で優勝、奄美大島群大会で優勝、鹿児島県大会にも出場した。徳之島町立亀津中学校では、中学2年の時にバレーボール部に入部し、島大会や大島郡大会で優勝、鹿児島県大会でも活躍した。その頃、陸上競技でも島大会で200mの記録も保持していた。中学3年の時には、学校内の持久走大会で1位になっている。
高等学校へ進学する予定だったが、母親の知人が相撲部屋の後援会の会員で、高砂部屋に入門の話をしたが、「体が小さく、もっと大きくなってからいらっしゃいね」と断られた。次に、まだできたばかりの大島部屋に補充要員として面接もせずに入門した。その時、母親から「あんたは男でしょ、人生かけてらっしゃい、3年我慢して、もしだめだったらちゃんこ屋でもやればいいじゃないの」と言われ、本人は男としての役目だと思い入門を決意した。しかし、本人は相撲を取ったこともなく、興味もなかった。
入門時は身長178cm、体重58kgという小柄な体格で、新弟子検査日の1時間前の体重は65kgしかなく、豆腐・うどん・餅・おじや、最後に水で体重を増やし、検査規定の70kg(75kgとも伝わる)ぎりぎりで通過した。1980年5月場所にて初土俵を踏み、翌7月場所では序ノ口優勝をした。優勝の賞金は、母親へ中古だったが指輪をプレゼントする資金の一部にした。1988年7月場所に新十両昇進。身長180cm、体重88kgで、十両3場所連続で勝ち越した。1989年翌1月場所に新入幕を果たした。その時は、9勝を挙げて初の三賞となる敢闘賞を受賞した。そのときの体重は98kgだった。

100Kgあまりの軽量だが運動神経が良く、立合いに頭で当たってから相手に食い付く正攻法の取り口で、右を差してから廻しを取ると粘り強かった。さらに投げや張り手もあることから「南海のハブ」という愛称が付けられた。入幕後は細い身体ながら、どんな対戦相手でも逃げずに真っ向勝負を挑んだことで負傷が多かったので怪我のデパートとも言われていた。1990年3月場所2日目の対千代の富士戦では1000勝フィーバーで盛り上がる中で996勝目の一番で、取り直しとなる大熱戦を演じた結果、千代の富士が寄り切りで勝利し、これが両者の唯一の対戦となった。
1992年7月場所では横綱が不在、大関・曙が全休していたが、出場した小錦・霧島を破る活躍を見せて初の殊勲賞を受賞した。同年9月場所では小結昇進、8勝7敗と勝ち越して2度目の敢闘賞を受賞した。1993年3月場所の東前頭2枚目で迎えた6日目に、新横綱だった曙太郎を下手捻りで破り、自身唯一の金星を挙げた。
特に旭道山の取組として有名なものとして挙げられるのが、同場所13日目の対久島海戦である。この取組にて旭道山は久島海に立合いで勢いよく張り手を打ち、脳震盪を起こし意識を奪い、勢いよく土俵に両膝を付かせた。2014年に『水曜日のダウンタウン』（TBSテレビ）の「古今東西秒殺ランキング」の企画で、当時のビデオを基に立ち合いから決着までの時間を調べた所0.8秒で決着という、まさに「秒殺」の決着であり、ランキングで1位となっている。久島海はその際に両膝じん帯を損傷、途中休場になった。この場所を9勝6敗と勝ち越して3度目の殊勲賞を受賞した上に三役返り咲きを決定的にするも、対戦相手の久島海は当時西前頭2枚目で勝ち越せば旭道山同様に新小結の可能性があったが、結果的にこの膝の怪我が尾を引いて、久島海は現役引退するまでに一度も三役には昇進できなかった。これに対し、当時の出羽海理事長は、関取衆が集まる力士会の中で、大翔鳳・貴闘力・旭道山の3人を名指しし「おまえたちの相撲は、敢闘精神に値するが品格に値しないから自粛しろ」と忠告したが、旭道山はこれを聞き入れず、その後も再び久島海に張り手を決め、大島親方が出羽海理事長から呼びだされ注意を受ける事態となった。その後は張り手を封印した。
師匠の大島がモンゴルから200人弱の中から 旭鷲山、旭天鵬、旭嵐山、旭獅子、旭鷹、旭雪山の6人をスカウトして来日させた。しかし、正式な入門前だからと客人扱いしていたことで彼らは大島親方の気持ちがわからず、指導に耳を貸さなくなっていた。そこで6人を預かり、他の若い衆と同じ稽古をしたところ、稽古についていけず、そのうち5人はモンゴル大使館に逃げ込んだ。ここからモンゴル人力士たちの歴史が始まった。

### 国会議員転向〜実業家へ
現役力士時代の1996年10月、第41回衆議院議員総選挙に新進党から比例区で立候補するために、突如廃業届を日本相撲協会に提出した。同時に、大島親方も進退伺いを書面で理事長に提出した。ただ、この時は「相撲協会としては応援出来ないが、私個人としては応援するから、この廃業届は後で考える。しかしもう力士としては相撲は取れないな、でも頑張れよ」と境川理事長に言われ、保留扱いとなった。一方でこのころ、同年6月初めに大島部屋を脱走しようとした新弟子が部屋頭の旭道山から激しい暴行を受けたとして『FRIDAY』（講談社）の取材を受け、同誌1996年10月25日号にその写真が掲載された。この新弟子の四股名は「旭竜神」で、入門前に好きな有名人として旭道山を挙げていた。彼の母親は負傷した息子の体の写真を証拠として撮影した上で、記者の取材に対し「旭道山は許せない。絶対に落とし前をつけさせる」と憤りを露わにしていた。しかし当時の大島部屋の親方や女将はこの出来事について、旭竜神が部屋のカーテンに放火したことが発端であり、それに対する制裁として旭道山が「可愛がり稽古」の延長を行ったものだと主張している。また旭道山本人は出馬会見後の10月7日に『FRIDAY』記者の取材を受けた際、暴行の事実は認めたが、新弟子教育の一環と主張していた。旭竜神は力士廃業後の2004年、両親や3歳年下の弟（松ヶ根部屋の元序ノ口「三池山」）とともに大牟田4人殺害事件を起こし、2011年に死刑が確定している。
比例近畿ブロック10位で、新進党の当選者156人のうち、153人目としてぎりぎり当選を果たした。この後正式に廃業届が受理され、同年11月場所の番付に四股名を残したまま、国会議員としての活動を開始した（断髪式までは丁髷姿のまま登院した）。しかし前例がなかったため、名前・丁髷・服装に関して議院運営委員会で議題に上がった。審議の結果としてこれらは認められ、第一礼装の羽織袴の着用が決まった。
新進党の解党後は、新党平和を経て無所属となったが、院内会派として自由民主党・公明党・改革クラブの連立与党に参加した（無所属は旭道山のみだった）。1999年7月本会議の国旗国歌法案の採決で賛成、2000年6月に衆議院が解散されると「（公明党から）2期目のお話を頂いたがお断りした」と語り、次の選挙に出馬しないことを明らかにした。この勇退の際、「3年8ヶ月、衆議院議員として在任していた中で思い入れのある法案は介護保険法・奄美群島振興開発特別措置法などである」などと述べていた。
議員の間は、文教委員・厚生委員・議院運営委員・裁判官訴追委員・決算行政監視委員・災害対策特別委員・離島振興対策特別委員・国土審議会特別委員・国会移転特別委員・青少年問題に関する特別委員・与党国会対策副委員長などを歴任している。
当時の自由民主党幹事長野中広務は勇退パーティーの会場で「こいつ（旭道山）は、次（の任期）があるのに、普通は受けるのに自分で辞退した。自分の生き方を貫いた。年は違うけど旭道山の事を『戦友』と私は呼ぶ」と語った。
引退後は、タレントや実業家として活動を続けている。2000年秋には有限会社「旭ドリーム」を設立して健康食品の製造と販売を手がけた。2009年3月18日には東京・銀座に焼肉店「焼肉kyoku」を開店している。また、新宿御苑前にある「ごっつあん酒場 両国」をプロデュースした。
2005年からは「劇戦!大相撲」、2018年7月場所からはAbemaTVの大相撲中継などで解説者としても活動している。

## エピソード
- 北勝鬨と共に、平成時代で最初の新入幕力士だった。
- 同期には栃ノ華朝王がいる。元三段目・雪光山で引退後は伊勢ノ海部屋マネジャーに就任し、相撲歴史家ともなった浅坂直人も同期。
- 1991年11月場所12日目の寺尾 - 琴ヶ梅戦の取組前、旭道山が土俵下で控えており、寺尾が琴ヶ梅に白房下で水を付けてもらおうとしていた時に、一般の泥酔男性客が突然土俵に上がろうとした。これを見つけた旭道山が慌てて泥酔者をつまみ出すハプニングが発生した[19]。このエピソードは2003年11月7日放送の『謎を解け!まさかのミステリー』で紹介された。この件は雑誌などで「○旭道山-泥酔者[20]● （掬い投げ）」などと実際の取組のように記述された。
- 旭道山が張り手を自粛したのは1993年3月場所13日目の久島海戦以降であるが、同年1月場所天覧相撲初日、貴ノ浪戦では張り手を2回受けるも立合い不成立となり、3度目には立合いが成立して上手投げで勝利した際、膝が貴ノ浪の顔面に当たるというハプニングが発生している。 封印する前には 大善・小城ノ花・貴闘力・久島海（2回）・武蔵丸・栃乃和歌など10人ほどの現役力士を張り手で沈めた。 その一人である栃乃和歌は張り手を受けて眼球内出血を起こしている。一番の直後に「あいつはおかしいんじゃないか」と支度部屋で吠えていた。 武蔵丸は奥歯が一本折れる一撃KOを記録したこともある[6]。
- 旭道山の廃業後、「廃業」では印象が悪いということで、「廃業」の呼称を廃止して、現役力士が角界から身を引く場合でも（親方として相撲協会に残るかどうかに拘らず）「引退」に統合、親方は「退職」に変更した。そのため旭道山は、角界最後の「廃業力士」である。
- 『旭道山 和泰』の四股名は、力士として入門以来廃業まで改名することなく名乗っていた。続く衆議院議員時代も通名としてそのまま使用し、さらにタレント転業後に至るまで一貫して名乗っている。
- 明確な記録には残っていないが、現役時代に1場所だけ四股名の上の読みを「きょくどうやま」に改名したことがあると、2018年7月場所中のAbemaTVの大相撲中継の最中に主張していた[21]。
- 1989年1月場所、一門外であるにもかかわらず「休場明けの横綱が大きく見えるように」と小兵である事を買われて北勝海の土俵入りで露払いに抜擢された[6]。
- 現役時代、上位力士を倒した際に座布団の舞によって頬に座布団が直撃したことがある。
- 2020年11月場所3日目、アイドル鑑賞を趣味とする豊山とアニメ鑑賞を趣味とする魁聖のオタク対決となったが、その日のABEMAの大相撲中継で旭道山は自身も15歳の頃から秋葉原に行っており「オタク趣味」があると明かした[22]。
- 現役時代は「他の力士にバレたくない」という理由で高速道路で車外に出ながら車が高速で往来する中でガードレールに手をつきながら痛み止めの注射を医師に打ってもらっていた[23]。
- 普段から幕内力士に対しても「さん」付けで呼んでいる[24]。

## 主な成績
- 通算成績：538勝551敗 勝率.494
- 幕内成績：325勝380敗 勝率.461
- 現役在位：100場所
- 幕内在位：48場所
- 三役在位：3場所（小結3場所）
- 三賞：4回
  - 殊勲賞：2回（1992年7月場所、1993年3月場所）[1]
  - 敢闘賞：2回（1989年1月場所、1992年9月場所）[1]
- 金星：1個（曙1個）
- その他の記録：1089回通算連続出場
- 各段優勝
  - 序ノ口優勝：1回（1980年7月場所）

### 場所別成績
| | 一月場所 初場所（東京） | 三月場所 春場所（大阪） | 五月場所 夏場所（東京） | 七月場所 名古屋場所（愛知） | 九月場所 秋場所（東京） | 十一月場所 九州場所（福岡） |
| --- | ----------------------- | ----------------------- | ----------------------- | --------------------------- | ----------------------- | --------------------------- |
| 1980年 （昭和55年） | x                       | x                       | （前相撲）              | 西序ノ口36枚目 優勝 7–0     | 東序二段69枚目 2–5      | 西序二段88枚目 6–1          |
| 1981年 （昭和56年） | 西序二段22枚目 3–4      | 西序二段36枚目 4–3      | 東序二段21枚目 5–2      | 東三段目75枚目 4–3          | 西三段目61枚目 4–3      | 西三段目49枚目 3–4          |
| 1982年 （昭和57年） | 西三段目60枚目 2–5      | 西三段目84枚目 4–3      | 西三段目72枚目 4–3      | 東三段目54枚目 3–4          | 東三段目69枚目 4–3      | 西三段目44枚目 5–2          |
| 1983年 （昭和58年） | 東三段目14枚目 1–6      | 西三段目50枚目 3–4      | 東三段目68枚目 2–5      | 東序二段5枚目 5–2           | 東三段目64枚目 6–1      | 東三段目15枚目 2–5          |
| 1984年 （昭和59年） | 西三段目37枚目 5–2      | 東三段目6枚目 2–5       | 西三段目30枚目 5–2      | 西幕下58枚目 3–4            | 東三段目11枚目 5–2      | 東幕下42枚目 3–4            |
| 1985年 （昭和60年） | 西幕下55枚目 3–4        | 東三段目7枚目 5–2       | 東幕下45枚目 4–3        | 東幕下32枚目 4–3            | 西幕下24枚目 5–2        | 東幕下11枚目 3–4            |
| 1986年 （昭和61年） | 西幕下21枚目 3–4        | 東幕下32枚目 4–3        | 東幕下22枚目 4–3        | 東幕下16枚目 4–3            | 東幕下11枚目 4–3        | 西幕下5枚目 4–3             |
| 1987年 （昭和62年） | 西幕下2枚目 2–5         | 東幕下14枚目 3–4        | 西幕下19枚目 4–3        | 東幕下14枚目 4–3            | 東幕下8枚目 5–2         | 西幕下2枚目 2–5             |
| 1988年 （昭和63年） | 西幕下16枚目 4–3        | 西幕下10枚目 5–2        | 西幕下4枚目 6–1         | 西十両12枚目 10–5           | 西十両5枚目 8–7         | 東十両2枚目 10–5            |
| 1989年 （平成元年） | 東前頭12枚目 9–6 敢     | 西前頭5枚目 5–10        | 西前頭9枚目 8–7         | 東前頭7枚目 6–9             | 西前頭10枚目 8–7        | 西前頭6枚目 7–8             |
| 1990年 （平成2年） | 東前頭8枚目 8–7         | 西前頭5枚目 6–9         | 西前頭7枚目 5–10        | 東前頭13枚目 9–6            | 西前頭8枚目 6–9         | 西前頭11枚目 8–7            |
| 1991年 （平成3年） | 西前頭7枚目 8–7         | 東前頭3枚目 5–10        | 西前頭10枚目 8–7        | 東前頭7枚目 8–7             | 西前頭4枚目 6–9         | 西前頭8枚目 8–7             |
| 1992年 （平成4年） | 東前頭6枚目 7–8         | 西前頭8枚目 8–7         | 東前頭6枚目 9–6         | 東前頭2枚目 9–6 殊          | 東張出小結 8–7 敢       | 西小結 4–11                 |
| 1993年 （平成5年） | 西前頭6枚目 8–7         | 東前頭2枚目 9–6 殊★     | 西小結 4–11             | 西前頭3枚目 4–11            | 東前頭11枚目 8–7        | 西前頭7枚目 6–9             |
| 1994年 （平成6年） | 東前頭10枚目 8–7        | 東前頭4枚目 5–10        | 西前頭9枚目 8–7         | 西前頭3枚目 5–10            | 東前頭7枚目 8–7         | 西前頭2枚目 2–13            |
| 1995年 （平成7年） | 東前頭12枚目 8–7        | 西前頭8枚目 6–9         | 西前頭11枚目 8–7        | 東前頭8枚目 5–10            | 東前頭14枚目 9–6        | 東前頭7枚目 4–11            |
| 1996年 （平成8年） | 西前頭15枚目 9–6        | 東前頭7枚目 5–10        | 西前頭13枚目 9–6        | 東前頭12枚目 8–7            | 東前頭9枚目 6–9         | 西前頭14枚目 引退 0–0–0     |
| 各欄の数字は、「勝ち-負け-休場」を示す。 優勝 引退 休場 十両 幕下 三賞：敢=敢闘賞、殊=殊勲賞、技=技能賞 その他：★=金星 番付階級：幕内 - 十両 - 幕下 - 三段目 - 序二段 - 序ノ口 幕内序列：横綱 - 大関 - 関脇 - 小結 - 前頭（「#数字」は各位内の序列） |                         |                         |                         |                             |                         |                             |

### 幕内対戦成績
| 力士名   | 勝数 | 負数 | 力士名     | 勝数 | 負数 | 力士名 | 勝数 | 負数 | 力士名   | 勝数 | 負数 |
| -------- | ---- | ---- | ---------- | ---- | ---- | ------ | ---- | ---- | -------- | ---- | ---- |
| 蒼樹山   | 2    | 1    | 安芸乃島   | 4(1) | 10   | 曙     | 4    | 8    | 朝乃翔   | 6    | 2    |
| 朝乃若   | 4    | 6    | 板井       | 4    | 4    | 恵那櫻 | 4    | 6    | 巨砲     | 4    | 6    |
| 大乃国   | 0    | 1    | 大若松     | 1    | 2    | 小城錦 | 4    | 5    | 小城ノ花 | 8(1) | 5    |
| 魁皇     | 2    | 1    | 春日富士   | 7    | 12   | 巌雄   | 1    | 2    | 北勝鬨   | 7    | 8    |
| 騏乃嵐   | 1    | 1    | 鬼雷砲     | 5    | 3    | 霧島   | 7    | 12   | 起利錦   | 2    | 4    |
| 久島海   | 6    | 7    | 剣晃       | 2    | 0    | 高望山 | 7    | 0    | 琴稲妻   | 10   | 9    |
| 琴ヶ梅   | 3    | 4    | 琴椿       | 3    | 3    | 琴錦   | 8    | 7    | 琴ノ若   | 6    | 4    |
| 琴富士   | 9    | 6    | 琴別府     | 3    | 2    | 琴龍   | 0    | 1    | 小錦     | 9(1) | 12   |
| 逆鉾     | 3    | 4    | 薩洲洋     | 3    | 2    | 敷島   | 2    | 2    | 陣岳     | 7    | 3    |
| 大至     | 6    | 3    | 太寿山     | 4    | 4    | 大翔鳳 | 6    | 7    | 大翔山   | 5    | 4    |
| 大善     | 3    | 3    | 大飛翔     | 0    | 1    | 貴闘力 | 3    | 8    | 貴ノ浪   | 5    | 8    |
| 貴乃花   | 4    | 14   | 孝乃富士   | 7    | 4    | 貴ノ嶺 | 1    | 0    | 隆三杉   | 11   | 11   |
| 多賀竜   | 1    | 6    | 立洸       | 2    | 1    | 玉海力 | 2    | 1    | 玉春日   | 0    | 2    |
| 玉龍     | 0    | 2    | 千代の富士 | 0    | 1    | 常の山 | 1    | 0    | 寺尾     | 5    | 7    |
| 時津洋   | 3    | 2    | 土佐ノ海   | 0    | 3    | 栃司   | 3    | 2    | 栃乃和歌 | 6    | 6    |
| 巴富士   | 2    | 5    | 智ノ花     | 2    | 2    | 豊ノ海 | 7    | 9    | 浪乃花   | 4    | 4    |
| 花乃湖   | 0    | 1    | 花ノ国     | 1    | 7    | 濱ノ嶋 | 7    | 3    | 肥後ノ海 | 4    | 5    |
| 富士乃真 | 1    | 2    | 鳳凰       | 1    | 0    | 北勝海 | 0    | 1    | 舞の海   | 7    | 6    |
| 益荒雄   | 1    | 1    | 三杉里     | 16   | 12   | 水戸泉 | 7    | 8    | 湊富士   | 3    | 1    |
| 武蔵丸   | 2    | 8    | 武双山     | 0    | 6    | 力櫻   | 2    | 0    | 龍興山   | 1    | 0    |
| 両国     | 3    | 4    | 若翔洋     | 3    | 9    | 若瀬川 | 7    | 6    | 若乃花   | 4    | 10   |
| 和歌乃山 | 1    | 0    |            |      |      |        |      |      |          |      |      |

## 著書
- 『待ったなし人生―旭道山和泰自伝』（1997年9月、ベースボールマガジン社）ISBN 978-4583034294

## CM
- イデアホーム